# Frederic Remington
Frederic Remington (4 de octubre de 1861 - 26 de diciembre de 1909) fue un pintor, ilustrador, escultor y escritor de los Estados Unidos, que se especializó en la descripción del Oeste estadounidense. 

## Biografía

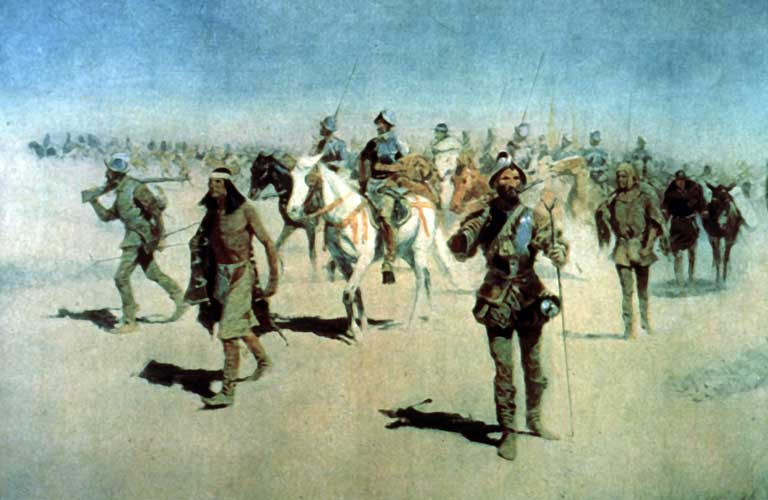
Francisco Vázquez de Coronado en camino al norte.

Nació en la población de Canton, estado de Nueva York, siendo sus padres Seth Pierrepont Remington y Clarissa Bascom Sackrider. Uno de sus bisabuelos, Samuel Bascom, fue un fabricante y comerciante de sillas de montar. Frederic Remington estaba emparentado por lazos de sangre al retratista indio George Catlin y al escultor de temática cowboy Earl W. Bascom. Pasó su infancia cazando y cabalgando, pero pronto empezó a practicar con dibujos y esbozos de figuras imaginativas. La familia más adelante se trasladó a Ogdensburg, Nueva York. 
Cursó estudios en la escuela de arte de la Universidad Yale, donde se interesó más por el fútbol americano y el boxeo que por el arte, hasta que volvió a su casa tras la muerte de su padre, asumiendo diversas funciones clericales en Albany. 
Pronto hizo su primer viaje al oeste y se dedicó a los negocios en Kansas City. Se casó con Eva Caten en 1884, y estudió en la Liga de Estudiantes de Arte de Nueva York. Al poco tiempo empezó a presentar ilustraciones, esbozos y otros trabajos de temas relativos al oeste. Gran parte de sus primeros trabajos aparecieron en Collier's y Harper's. 
En 1890 Remington se trasladó New Rochelle, Nueva York, a fin de disponer de mayores comodidades y facilidades para su estudio.

## Oeste estadounidense

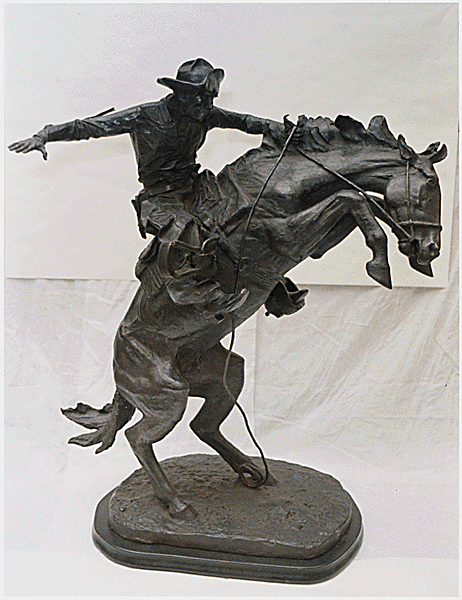
The Bronco Buster, edición numerada #17 de 20, 1909.

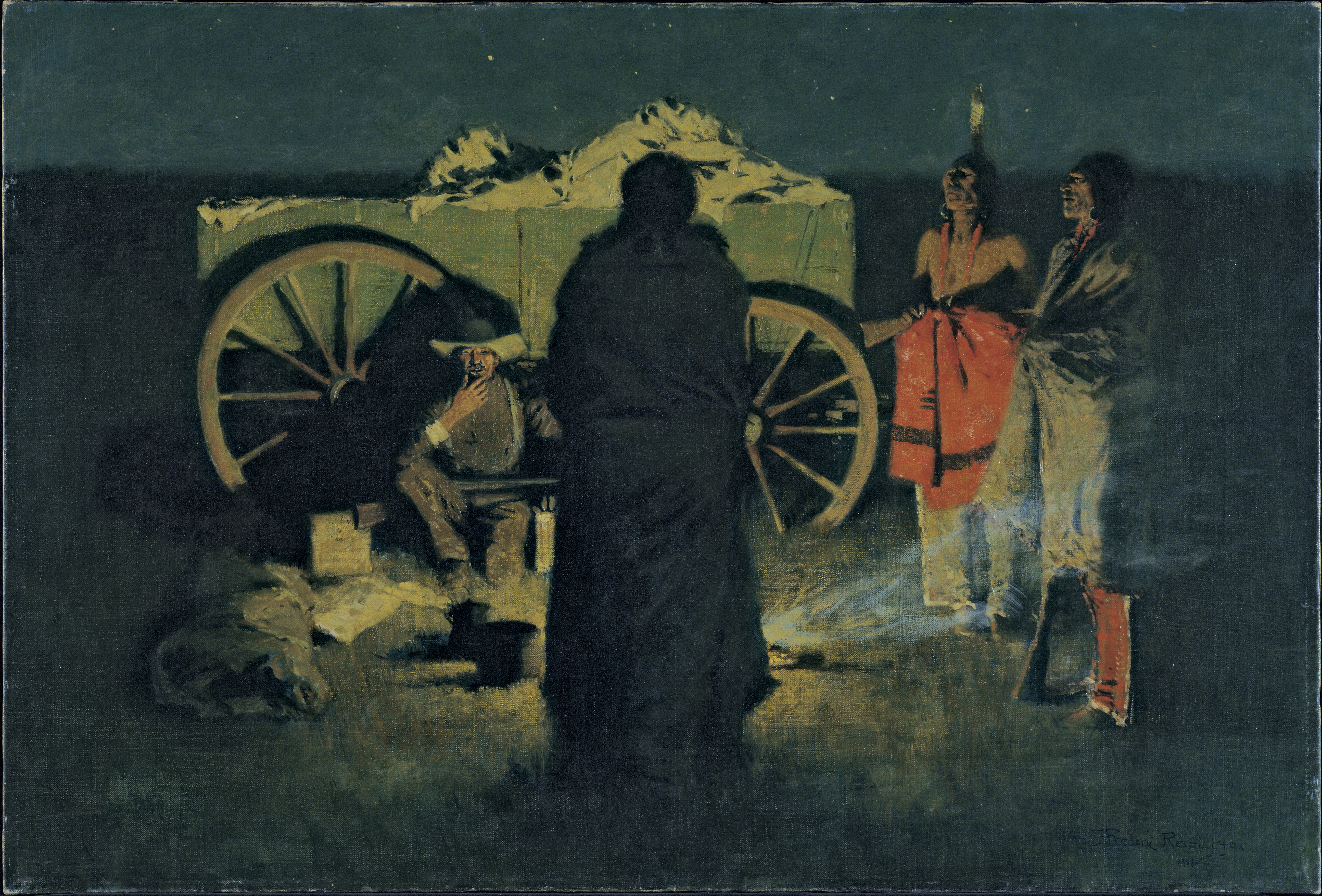
Hospitalidad de escopeta, 1908

Remington es mundialmente famoso por sus variadas descripciones de la vida en el Oeste de Estados Unidos, hechas antes de que el área fuera cerrada en virtud del dominio y avance de la civilización que finalizó con la vida de la frontera.
A los diecinueve años hizo su primer viaje al oeste, donde vio las grandes praderas, la rápida disminución de los rebaños de búfalos, el ganado pastando en libertad, y el último gran enfrentamiento de la Caballería de EE. UU. y las tribus nativas de América,
En 1886, Remington fue enviado a Arizona por la revista semanal Harper's Weekly como corresponsal para cubrir la guerra del gobierno contra Gerónimo. Aunque nunca llegó a encontrarse con Jerónimo, Remington hizo muchas fotos y dibujo numerosos bocetos que habrían de ser muy valiosos para la creación de sus pinturas más adelante. También hizo muchas anotaciones sobre la verdadera cara del Oeste Americano para complementar las fotos en blanco y negro. 
Irónicamente, varios críticos de arte le tildaron de "primitivo y natural", posiblemente porque se basaba en la observación real.

## Guerra hispano-estadounidense

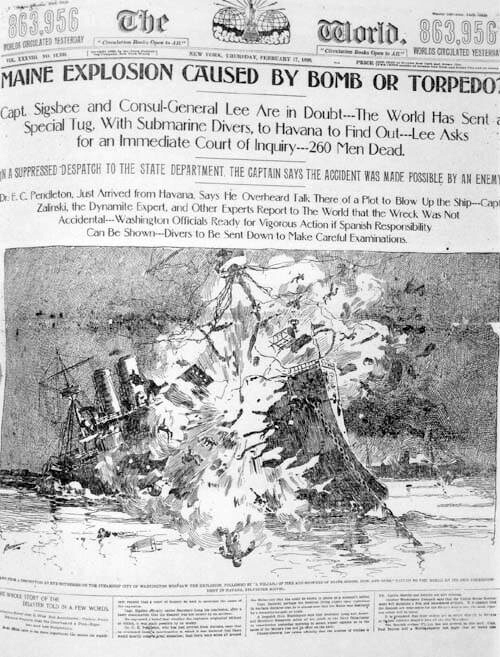
Representación de la destrucción del USS Maine.

En 1898, cuando era corresponsal de guerra e ilustrador en la Guerra hispano-estadounidense, enviado por William Randolph Hearst para proporcionar ilustraciones que acompañaran una serie de artículos sobre la Revolución Cubana, fue protagonista del famoso cruce de mensajes con el magnate periodístico. Remington quedó pronto aburrido en Cuba ante la imperante tranquilidad y envió el siguiente mensaje por cable a Hearst en enero de 1897:

Todo está tranquilo. No hay problemas. No habrá guerra. Deseo volver.

La respuesta de Hearst fue:

Por favor, manténgase allí. Usted proporcione las imágenes y yo proporcionaré la guerra.

Posteriormente, tras el hundimiento del Maine y el comienzo de la Guerra hispano-estadounidense, también fue testigo del ataque de las fuerzas americanas lideradas por Theodore Roosevelt en la Batalla de la colina de San Juan.

## Últimos días
Hacia el final de su vida volvió a trasladarse, esta vez a Ridgefield, Connecticut.
Frederic Remington murió tras una apendicectomía urgente que se complicó con una peritonitis. Su gran obesidad posiblemente le produjo problemas abdominales, y fue ella la que le llevó a dedicarse al arte, ya que era consciente de su aspecto, y su trabajo le ayudaba a sobreponerse a sus limitaciones físicas.

## Galería

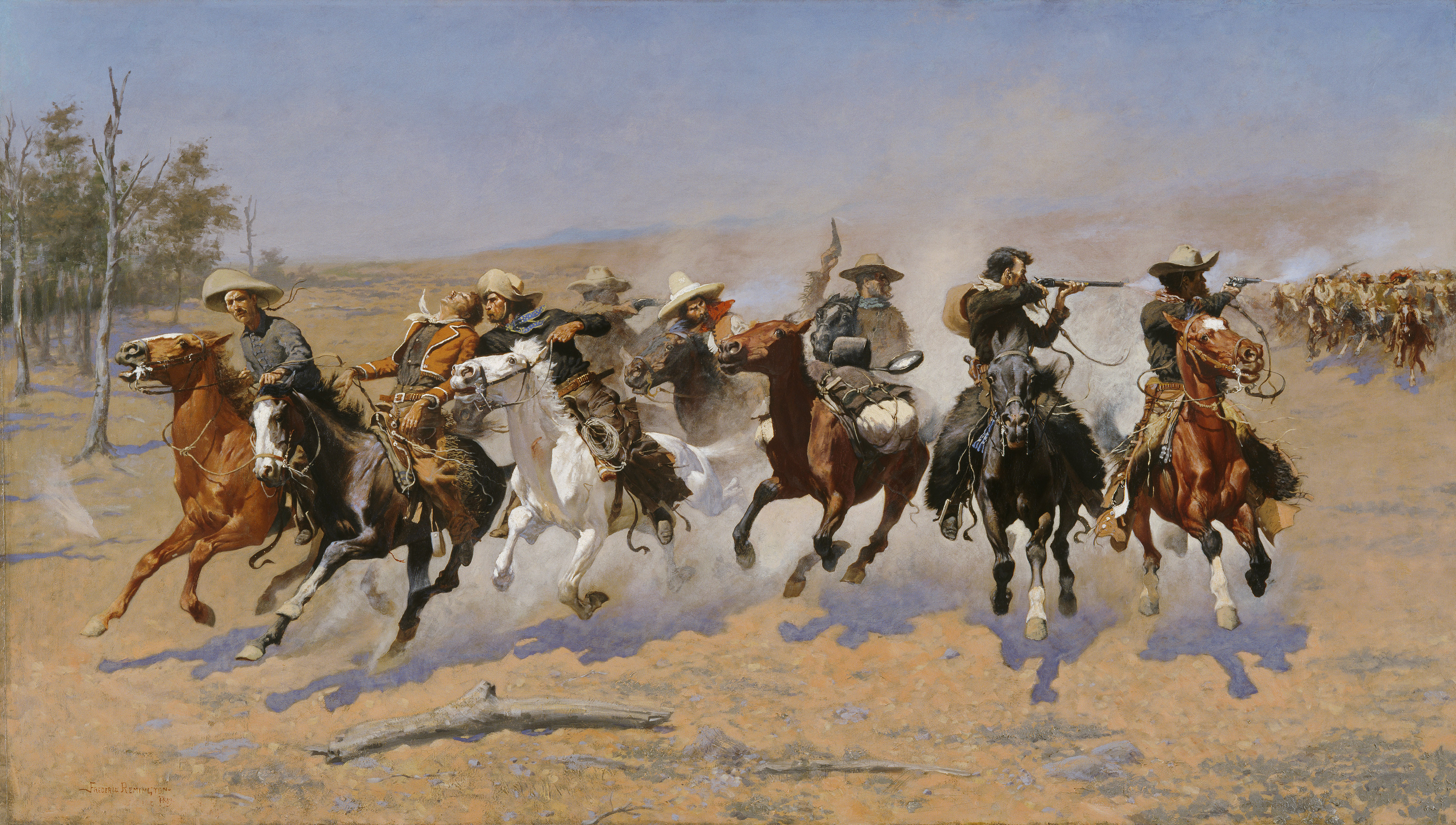
A Dash for the Timber (1889).
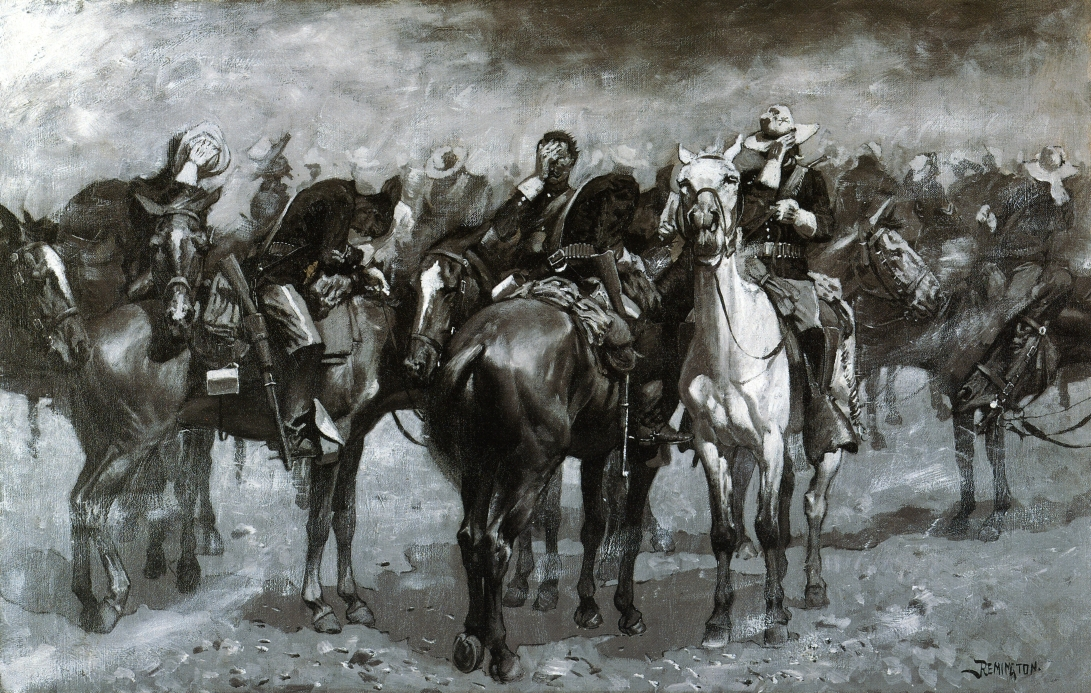
Caballería en una tormenta de arena en Arizona (1889).
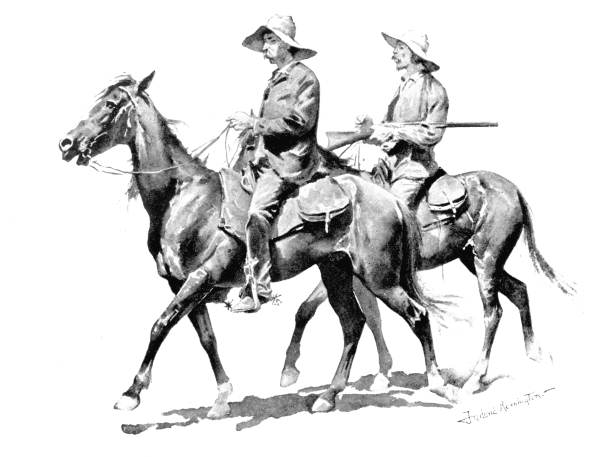
Cowboys a caballo (1895).
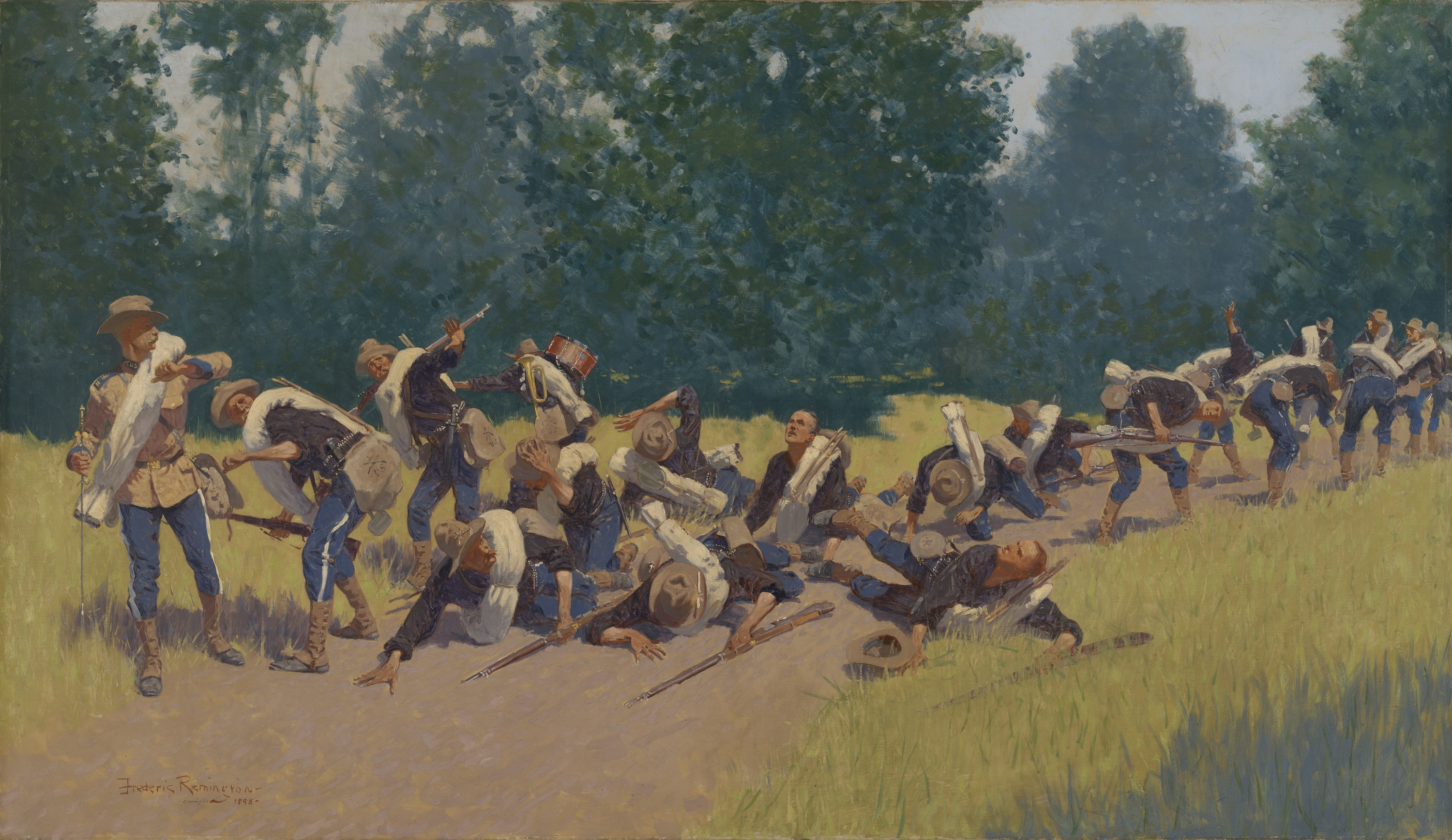
El grito de la metralla en la colina de San Juan (1898).
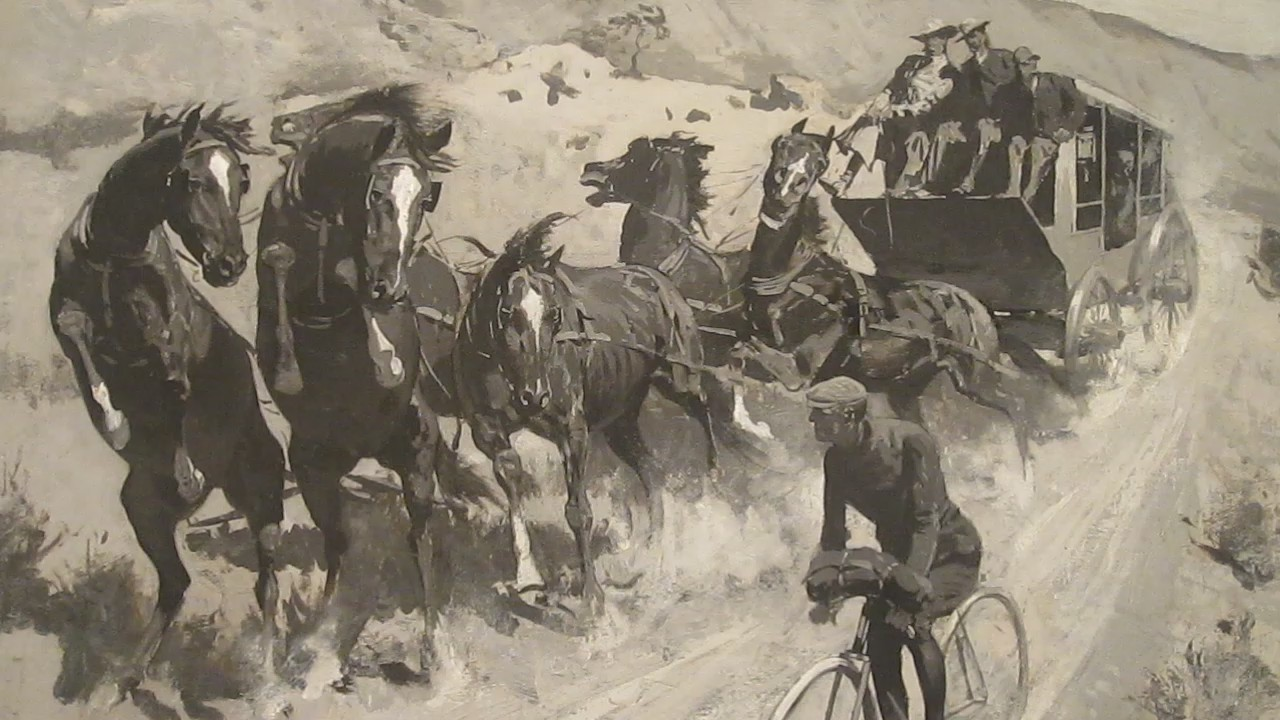
La derecha del camino (1900).
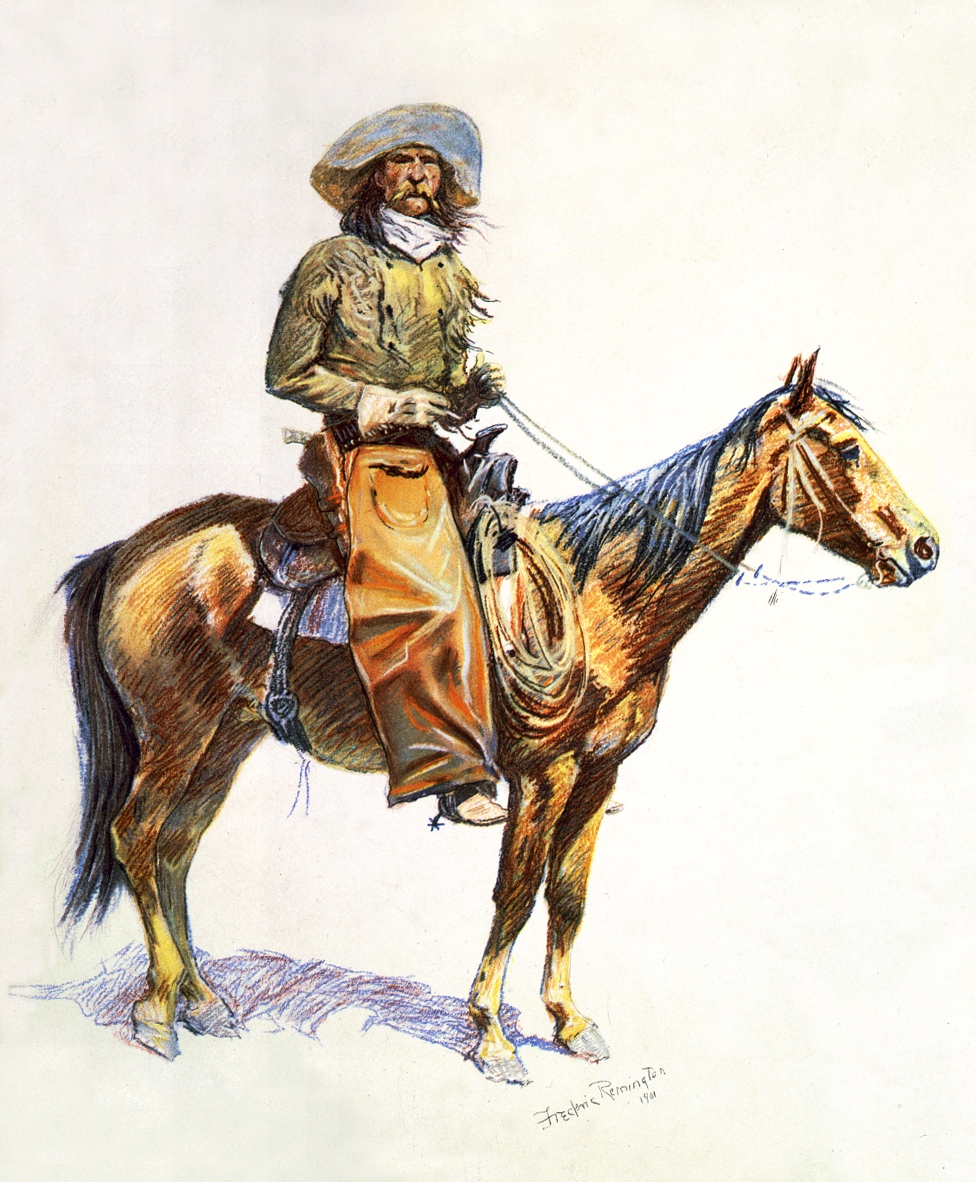
Arizona cowboy (1901).
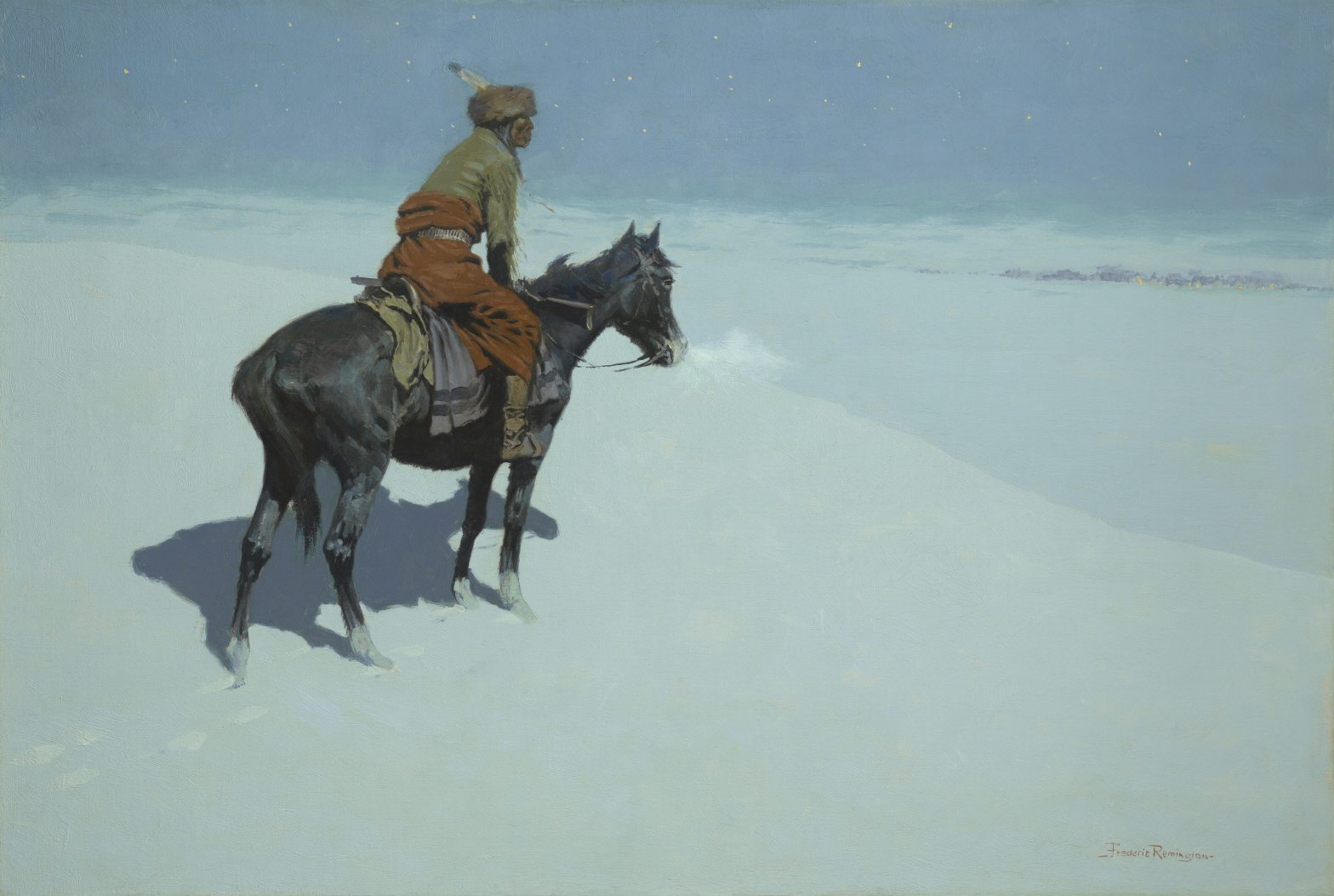
El explorador: ¿Amigos o enemigos? (1902-1905).
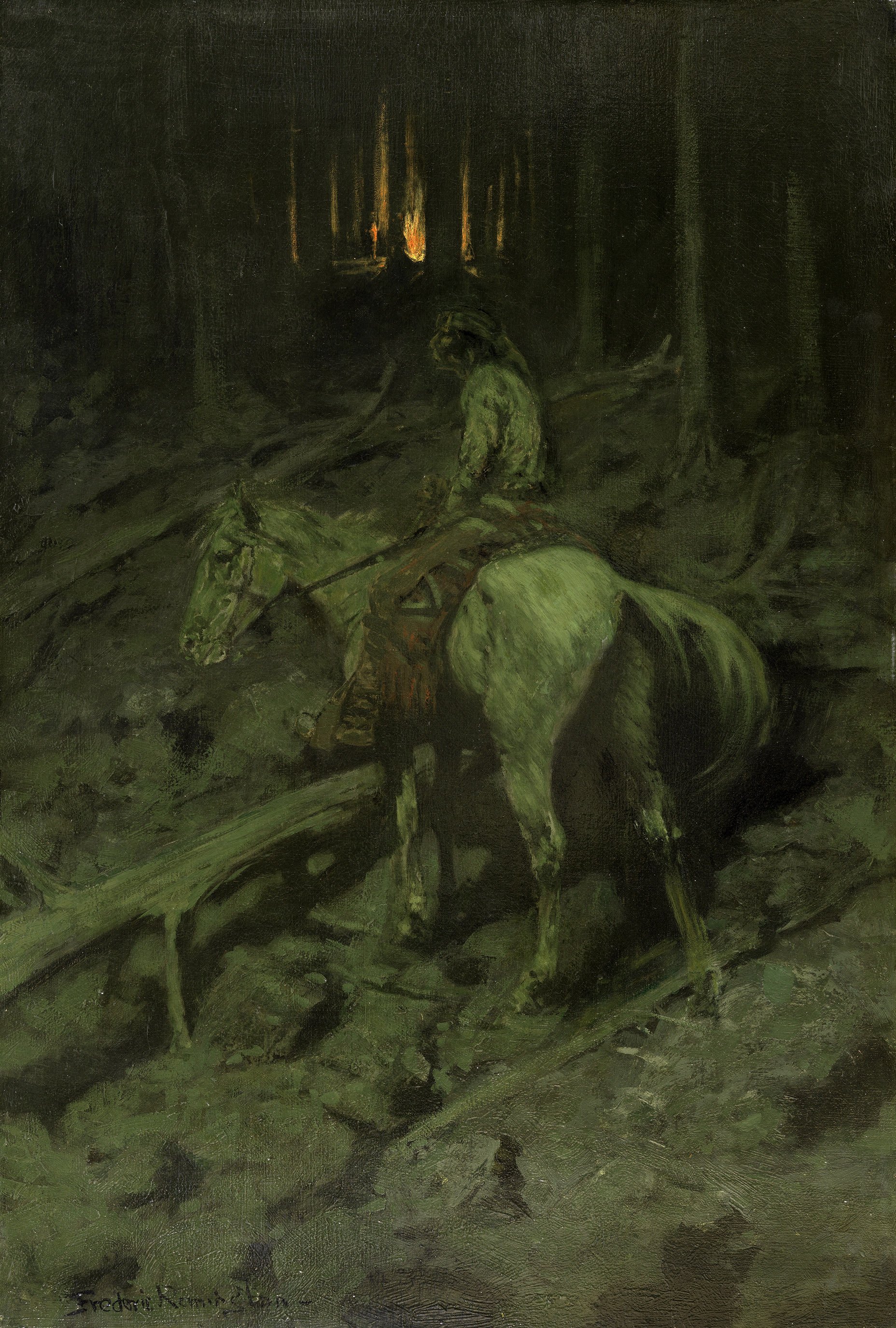
Señal de fuego apache, 1904 (Museo Thyssen-Bornemisza).
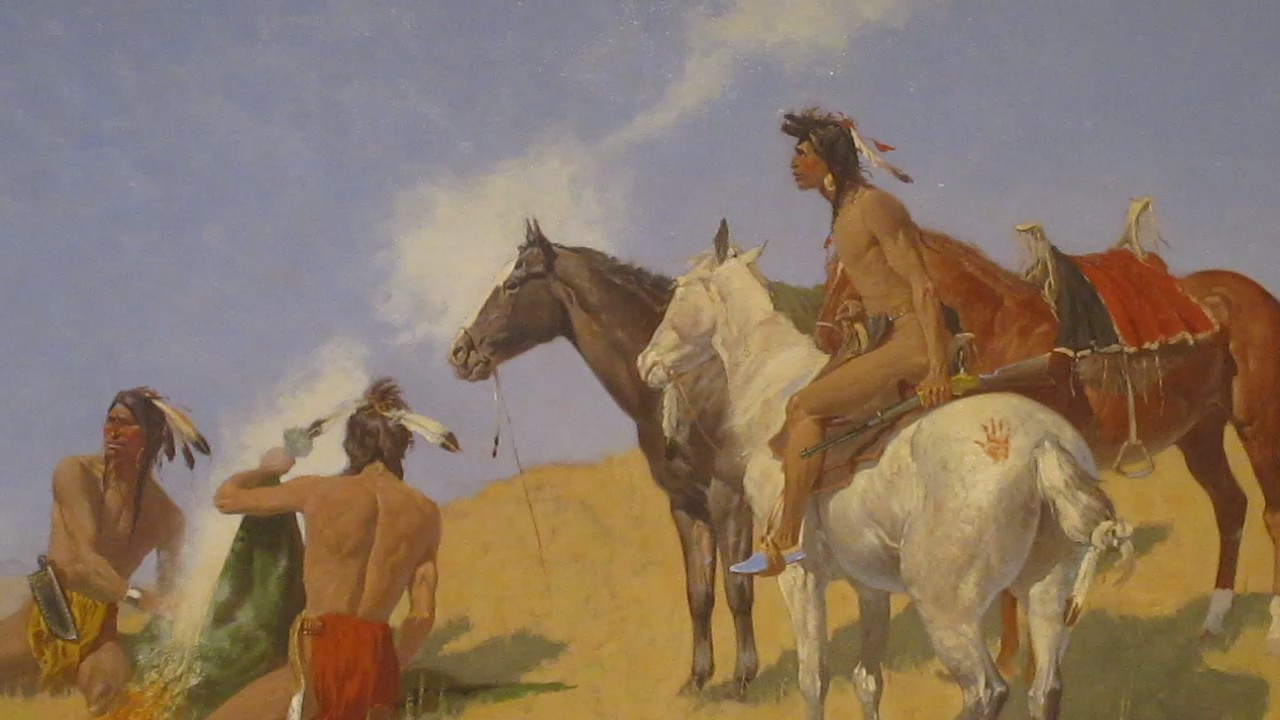
La señal de humo (1905).
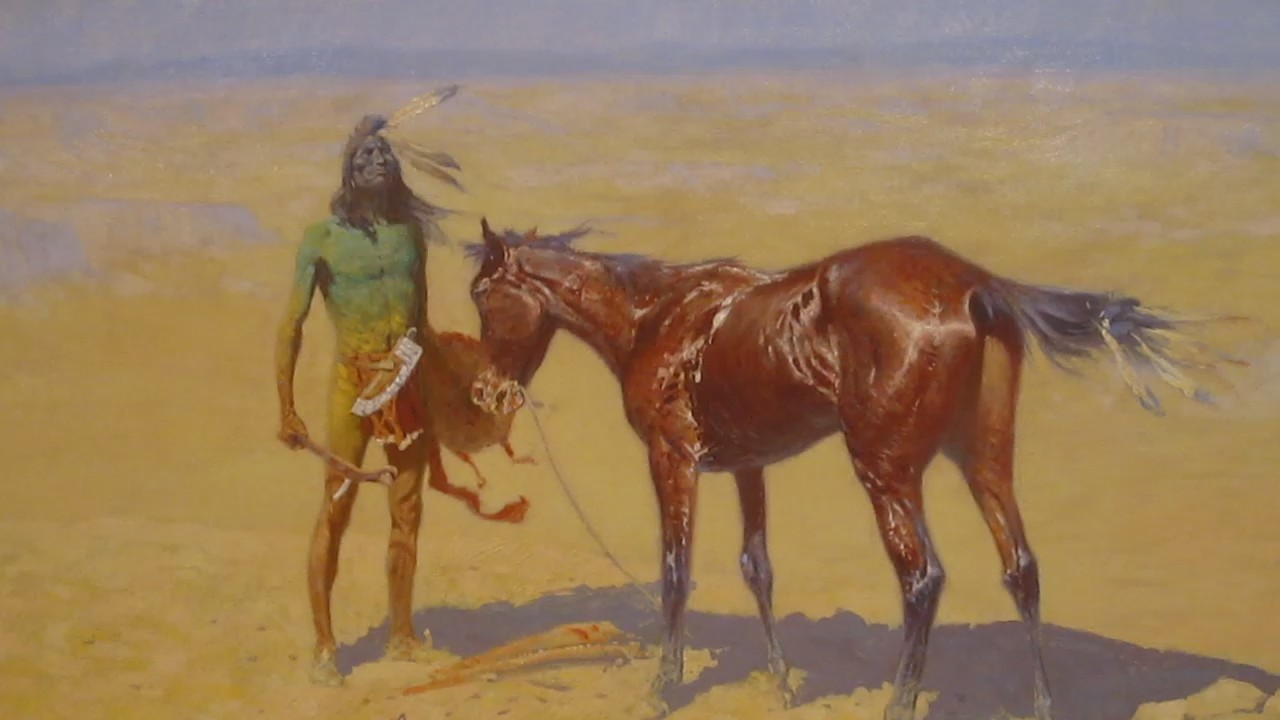
Jinete descabalgado (1905-1906).
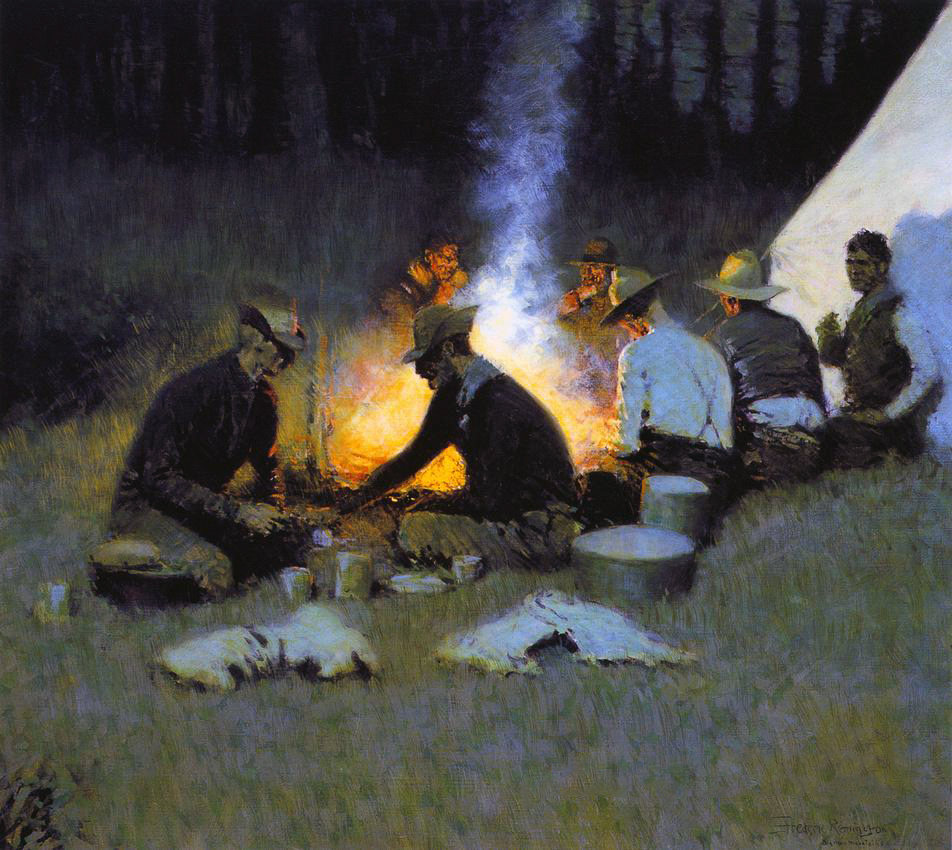
La cena de los cazadores, 1909 (National Cowboy and Western Heritage Museum).
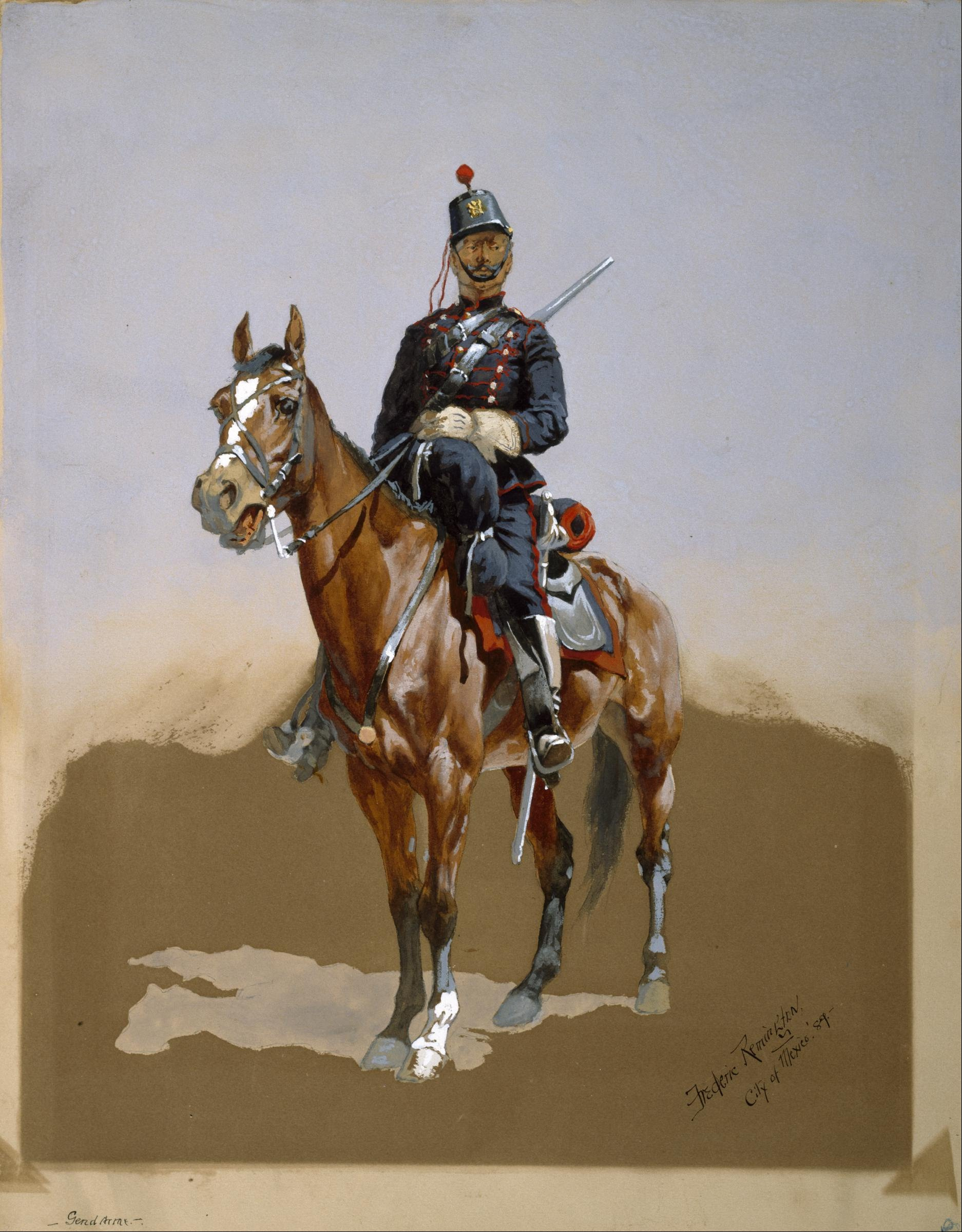
El Gendarme (1889)
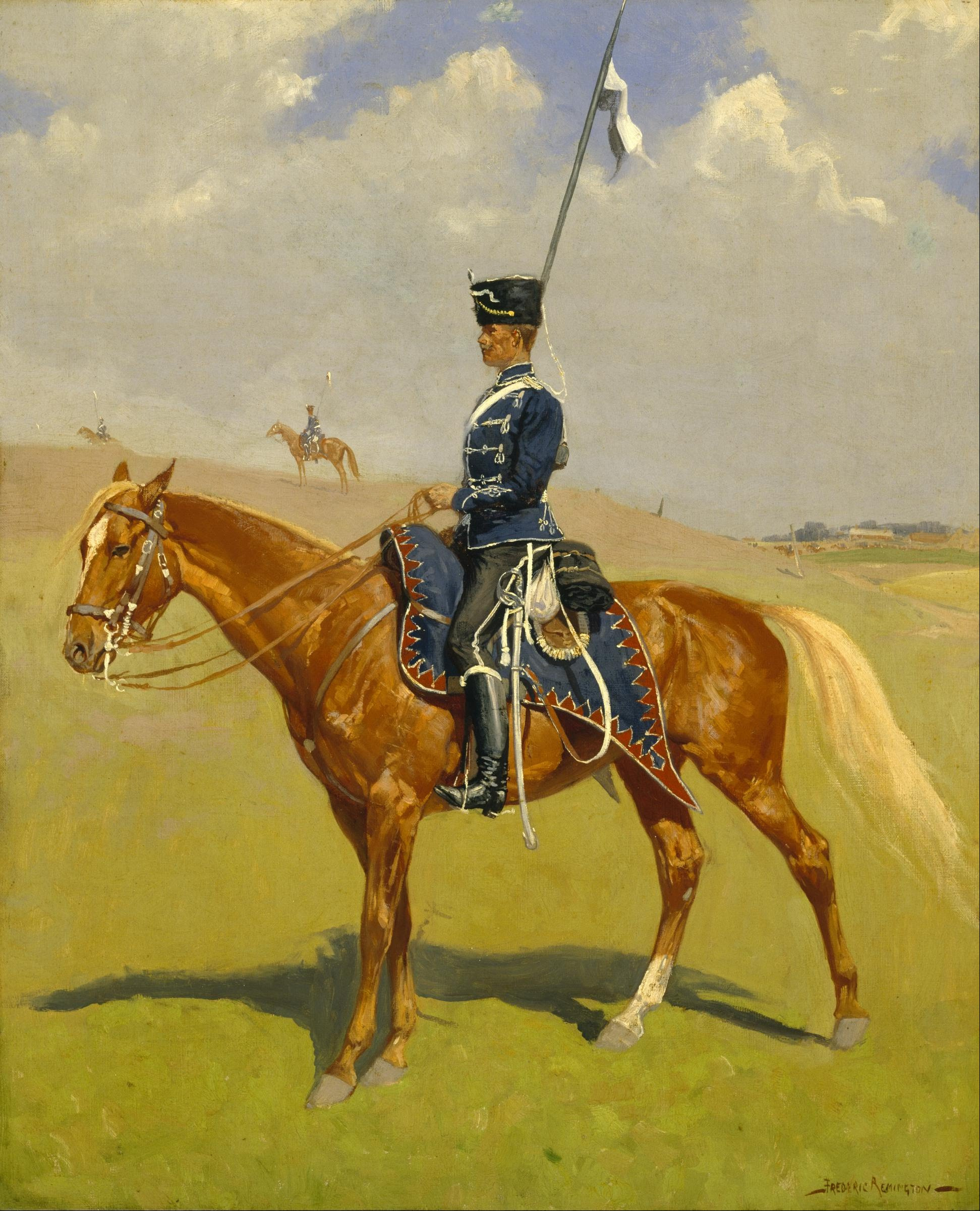
El Húsar (1893)
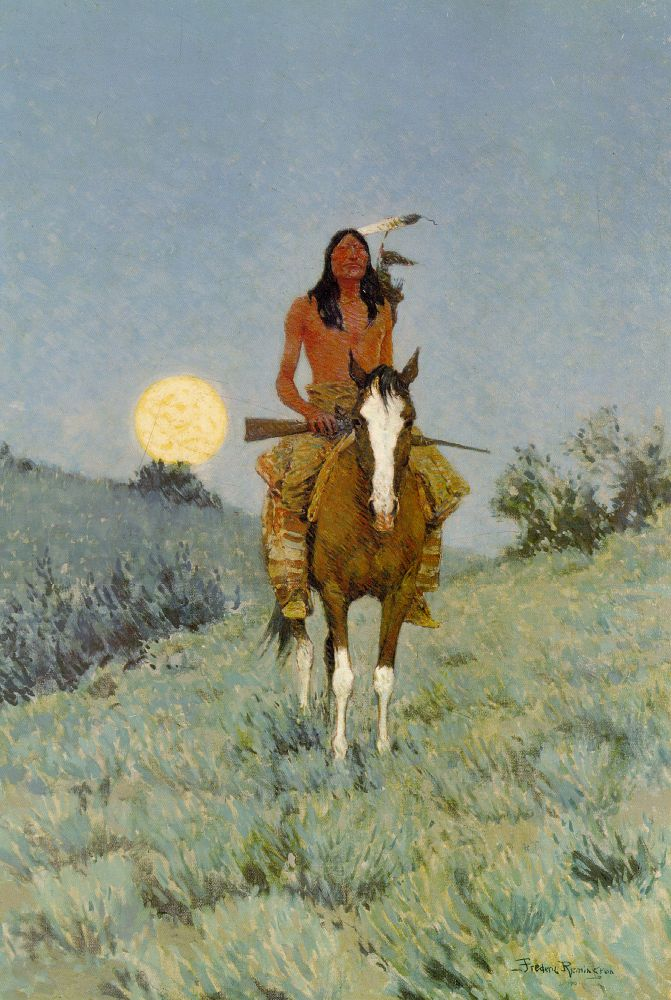
El valor atípico
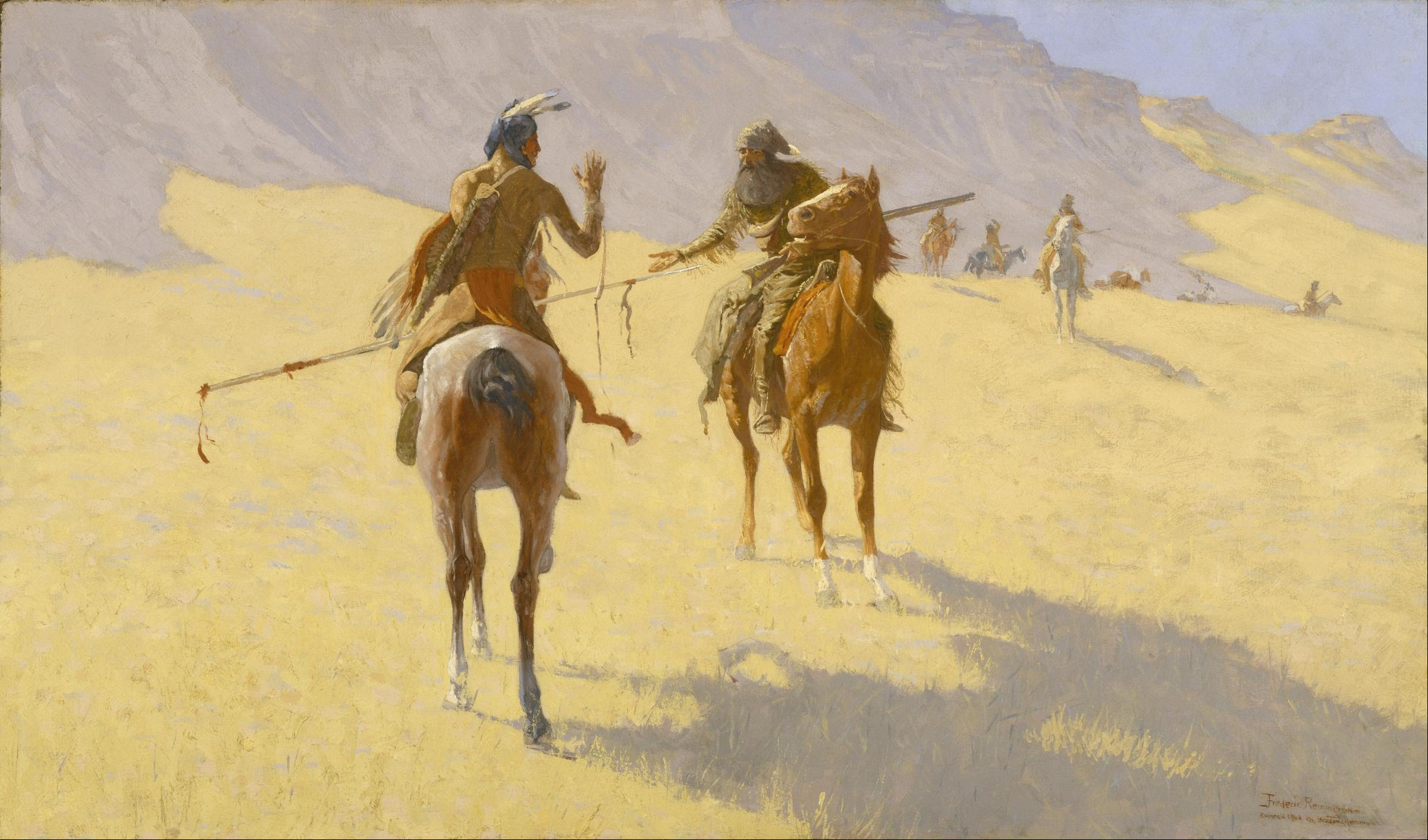
La charla
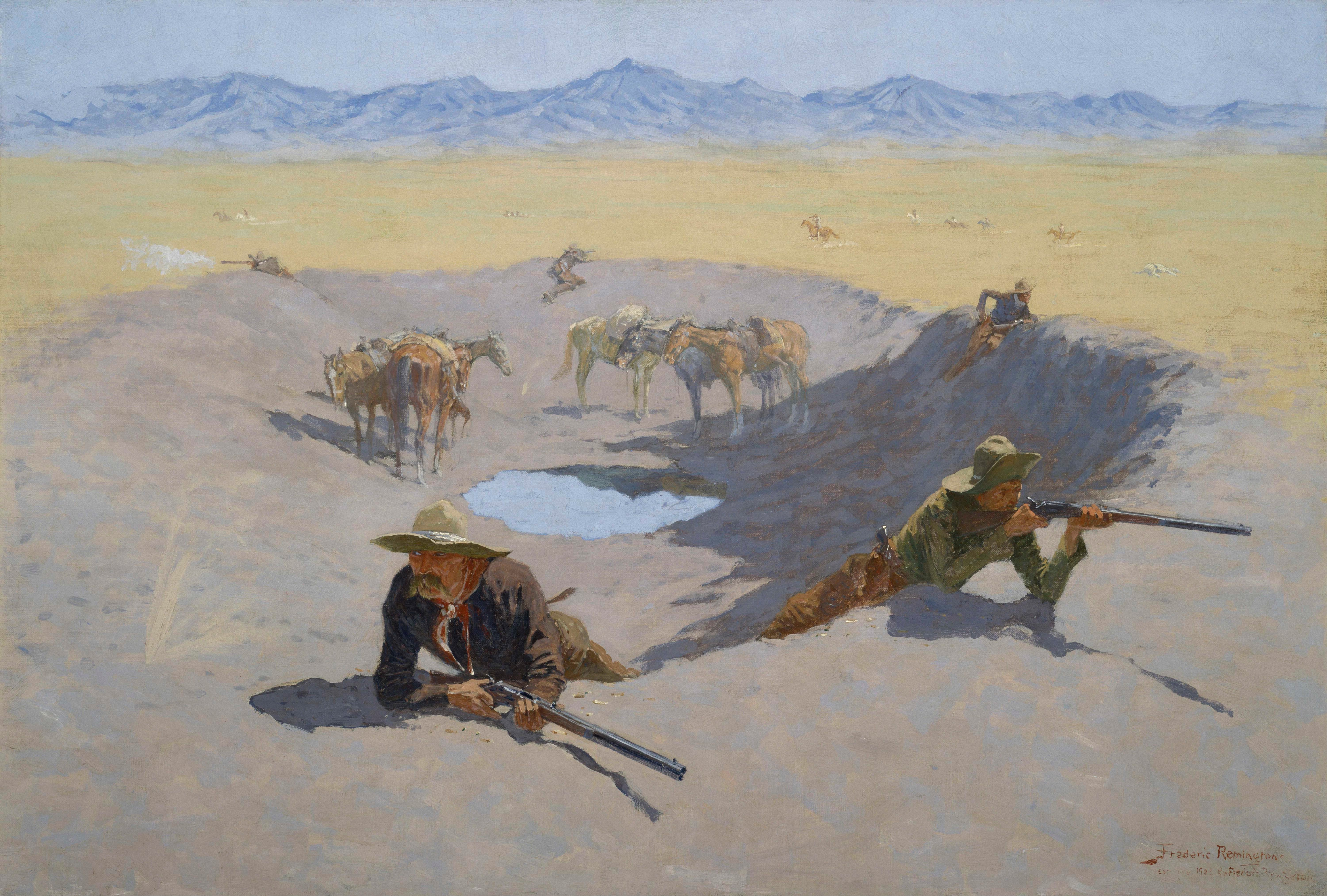
Combate por el charco de agua
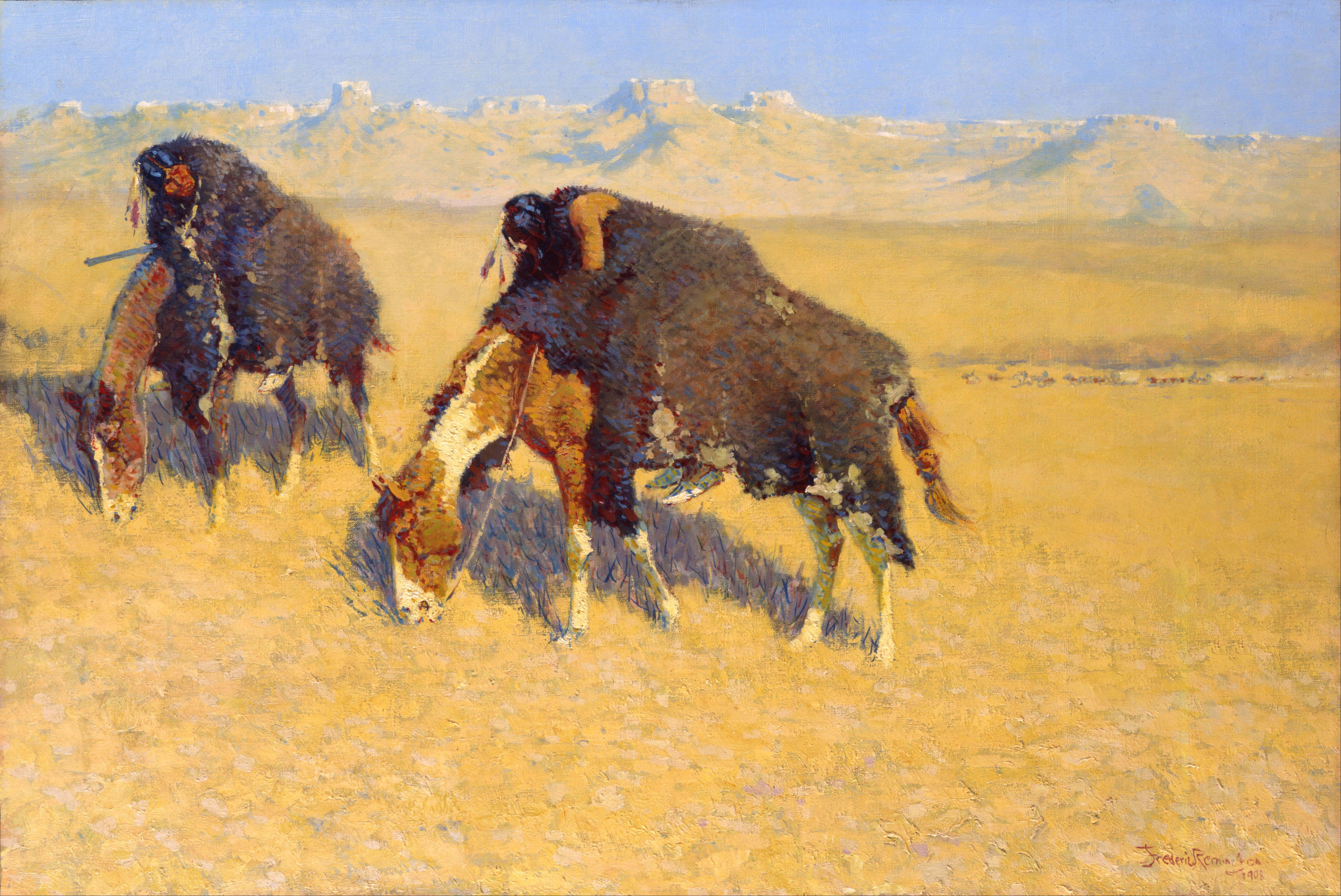
Indios simulando bisontes
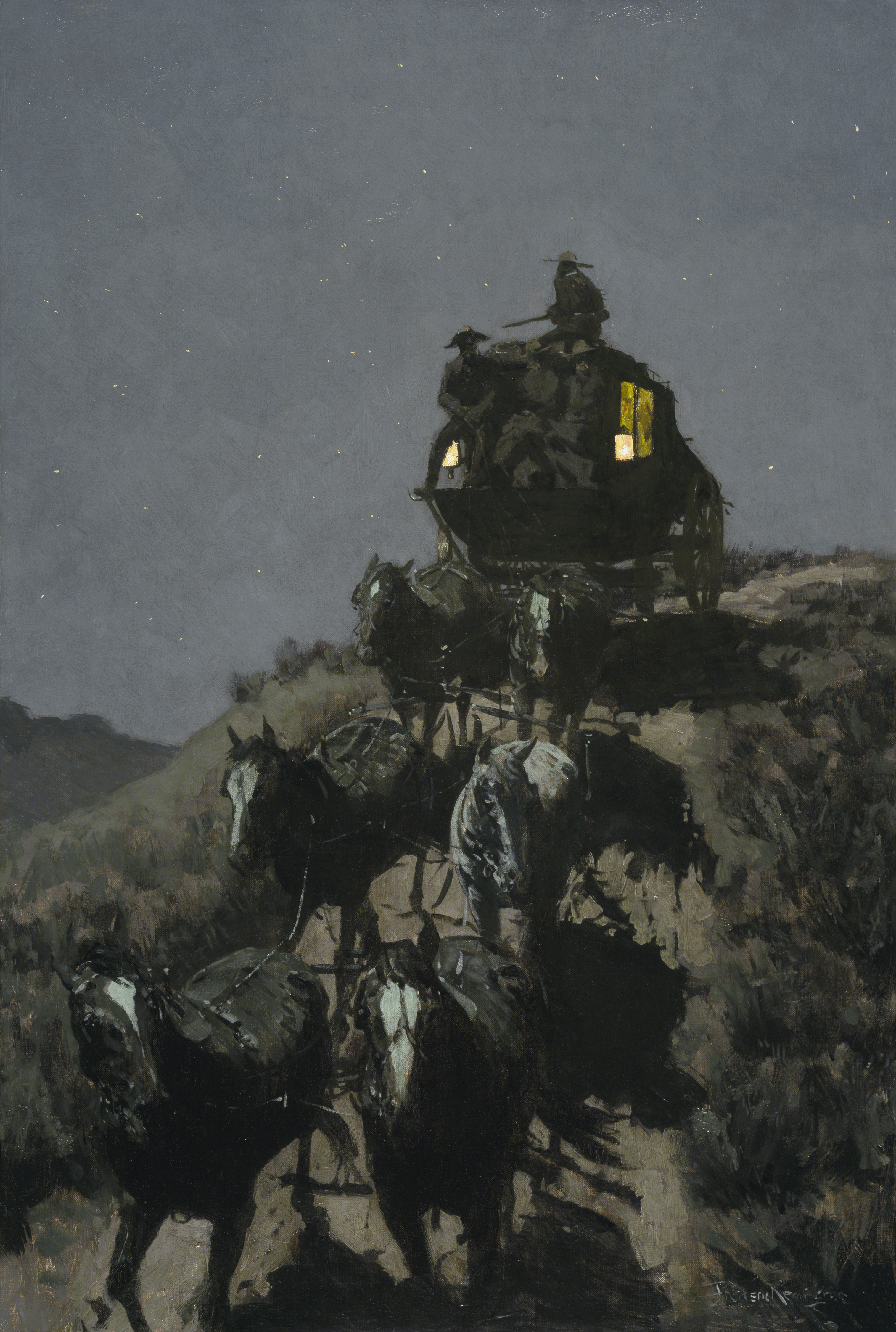
La vieja diligencia de las llanuras, 1901
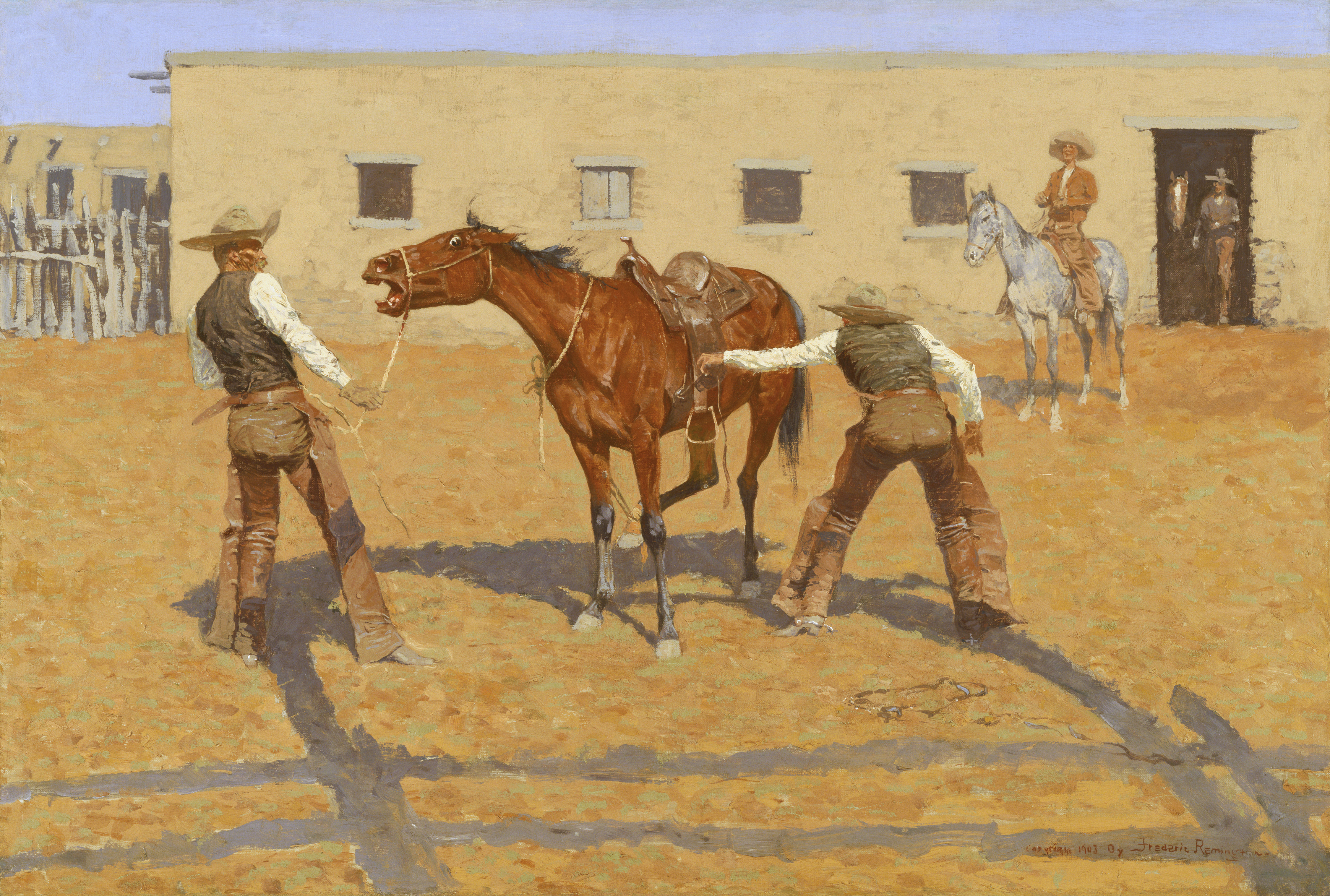
Su primera lección, 1903
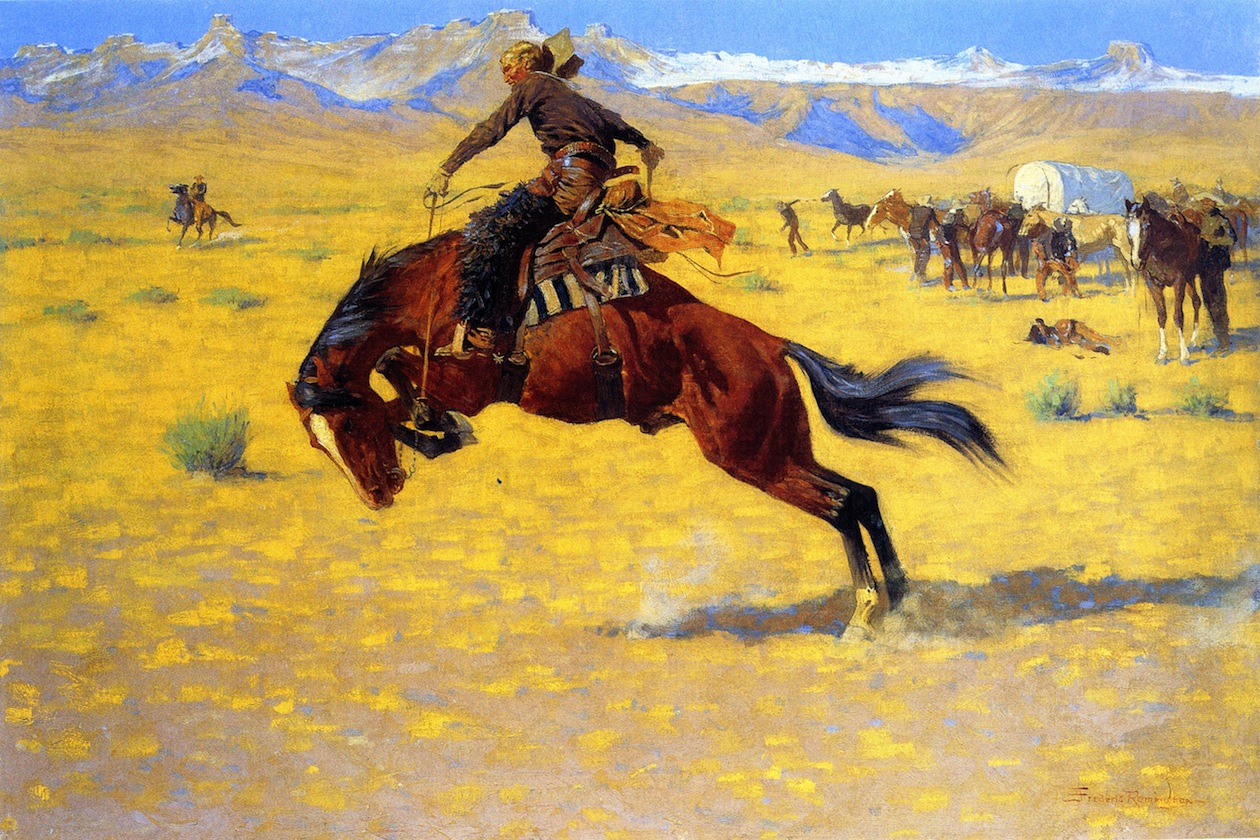
Una mañana fría en la planicie, c. 1904, American Museum of Western Art, Denver, Colorado
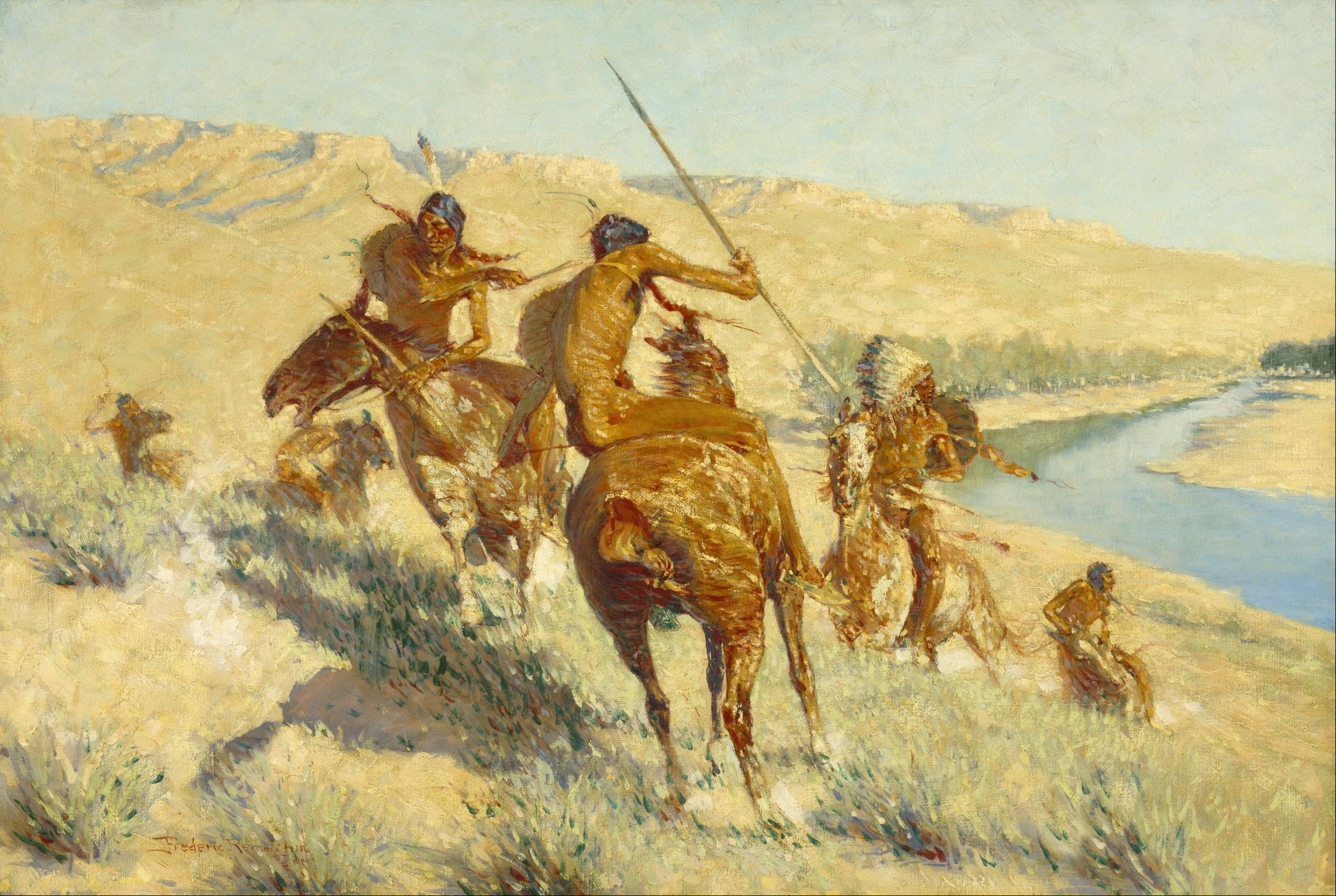
Lance del cazador de bisontes
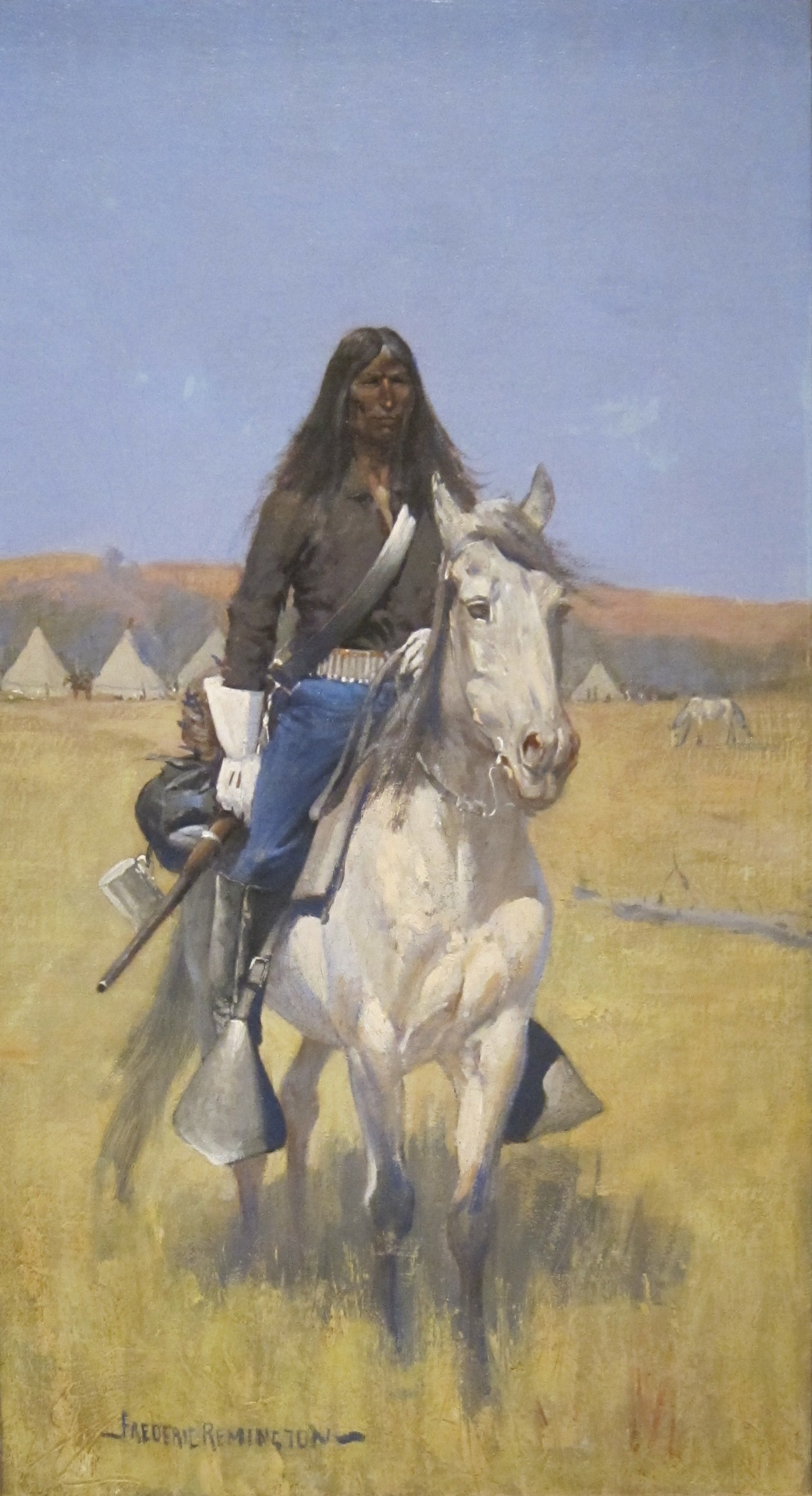
Explorador indio montado
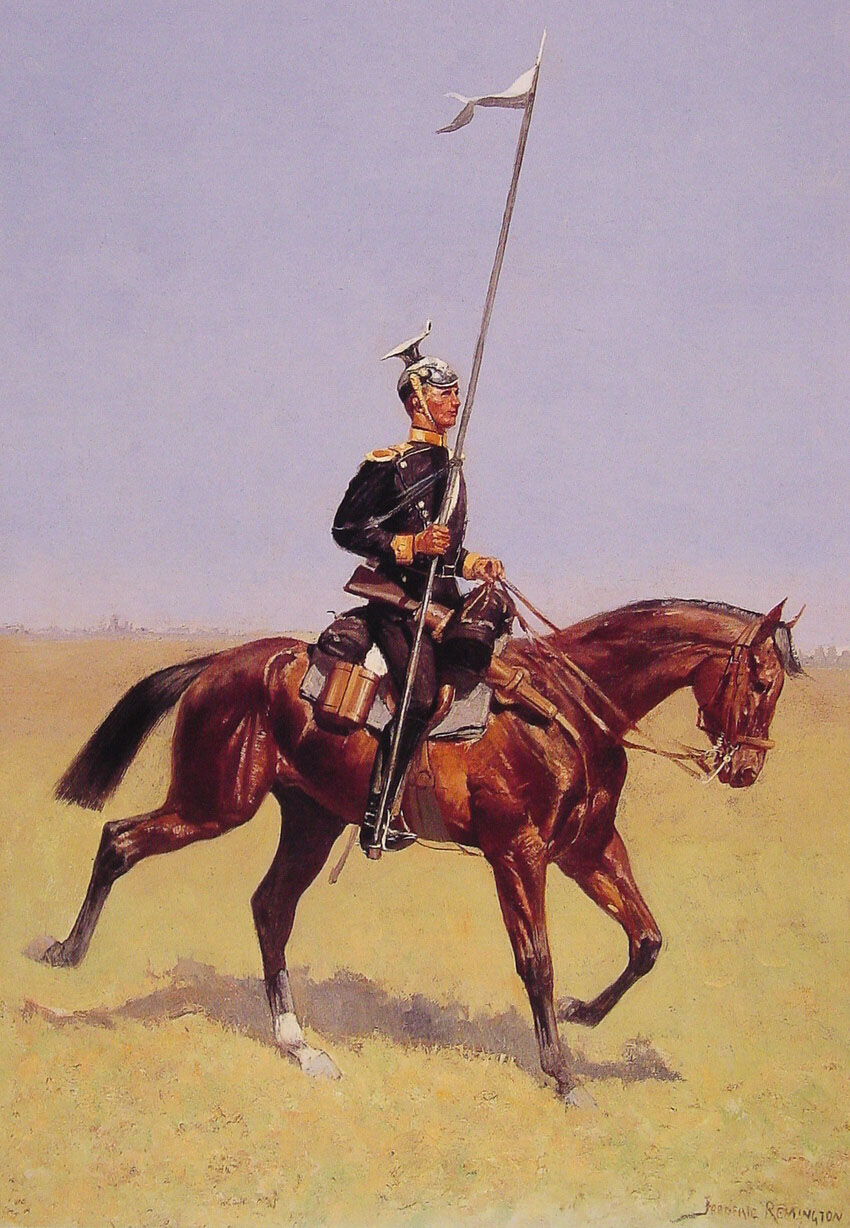
Ulano
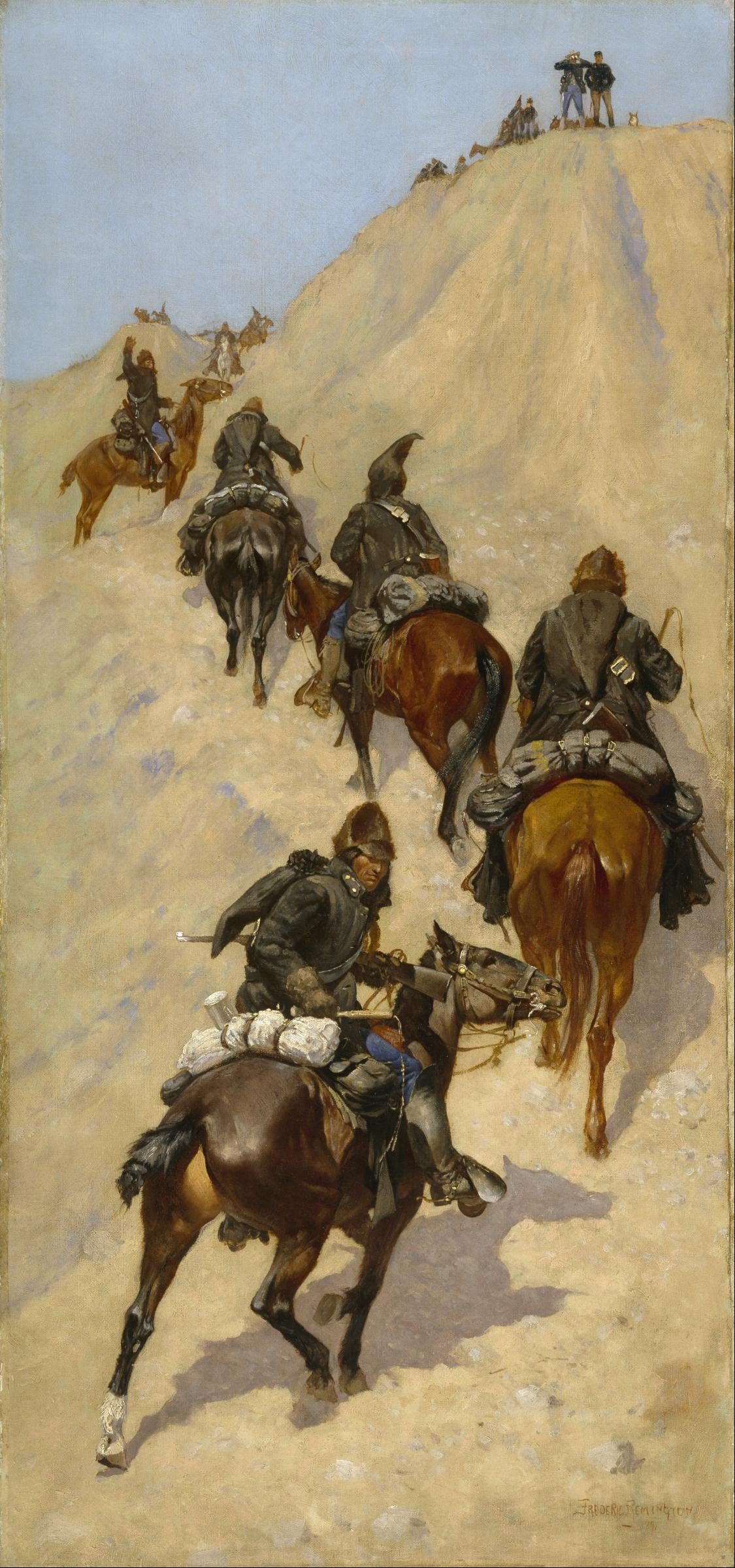
Exploradores subiendo una montaña
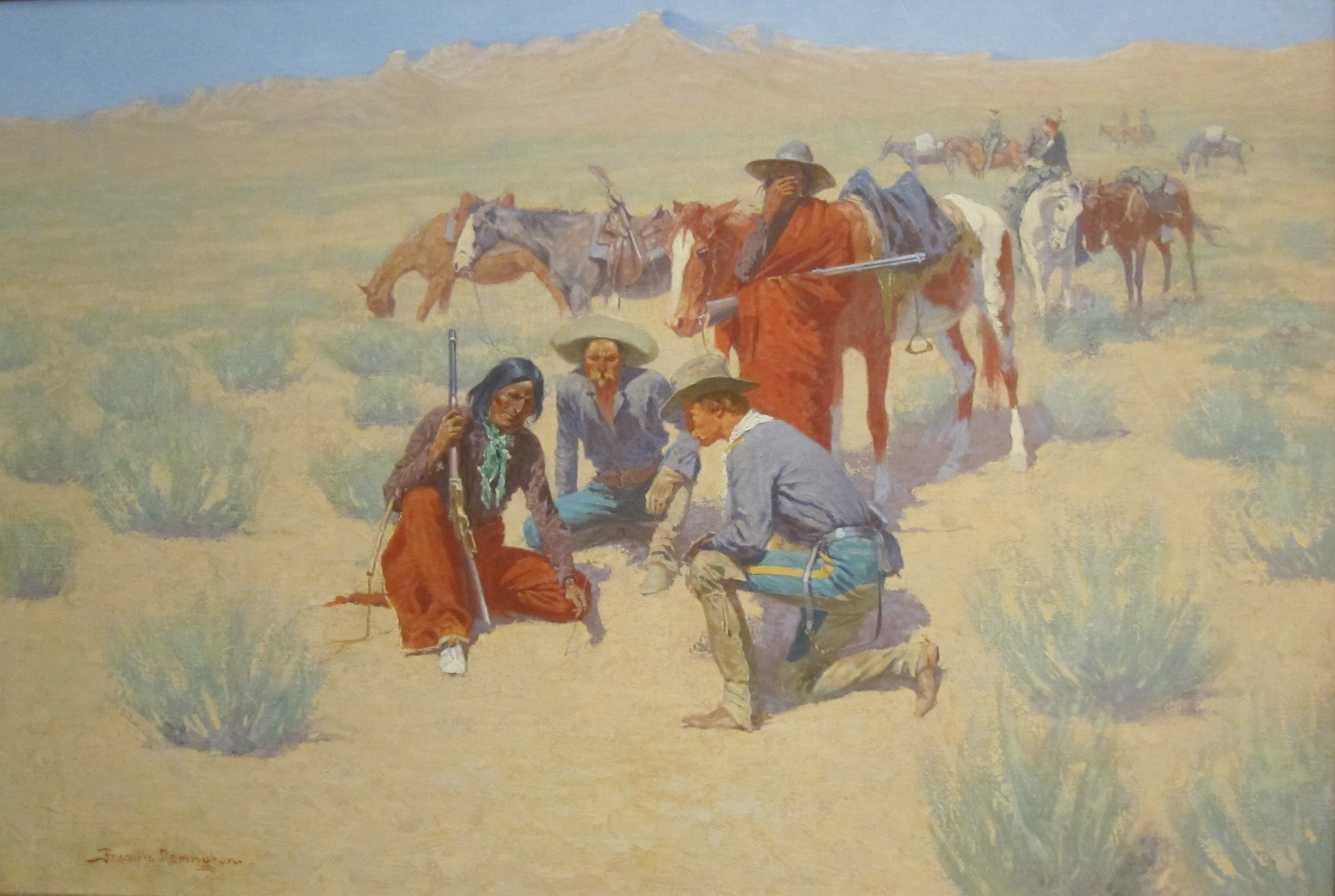
Un mapa en la arena
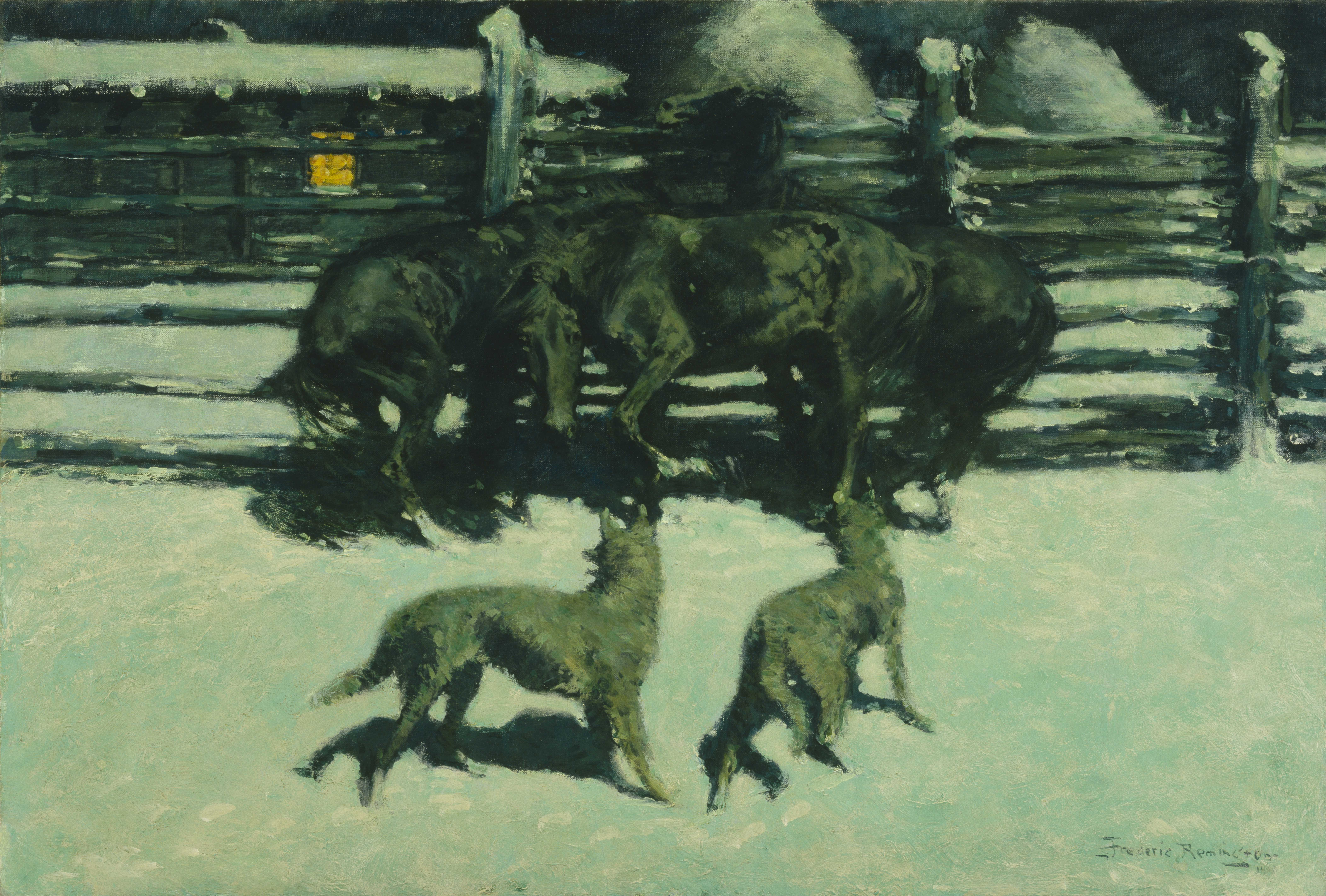
La llamada de auxilio
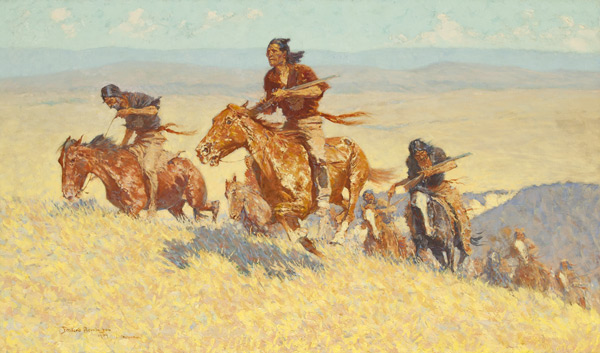
Cazadores de bisontes en la cuenca del Big Horn, 1909, Museo Sid Richardson, Fort Worth, Texas.
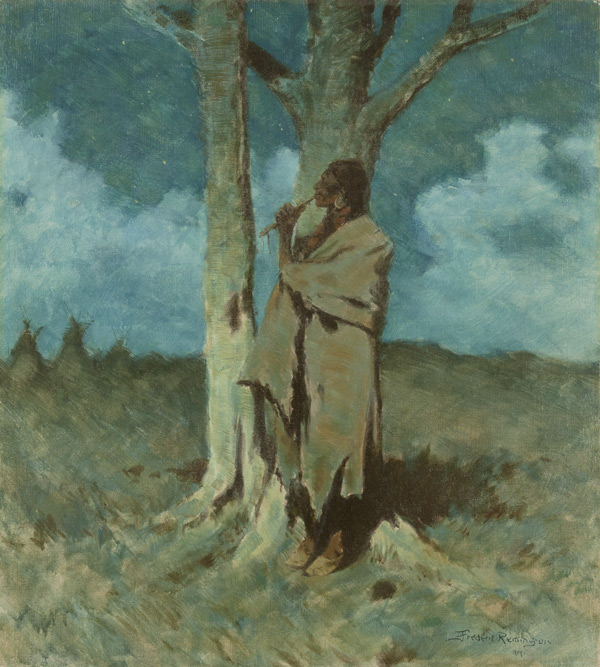
La llamada de amor, 1909, Museo Sid Richardson
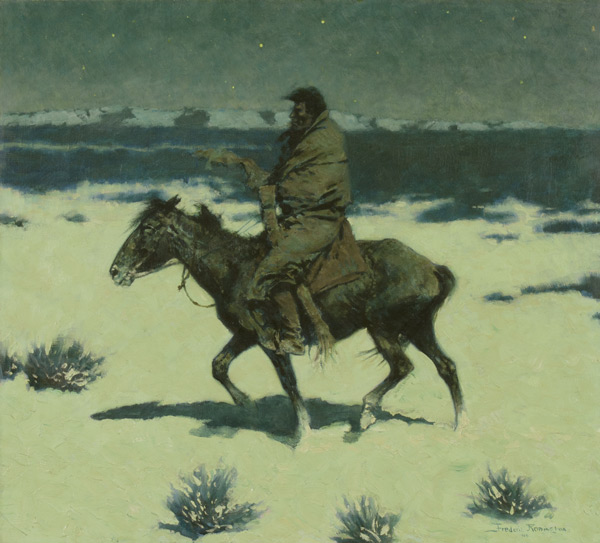
El cazador sin suerte, 1909, Museo Sid Richardson
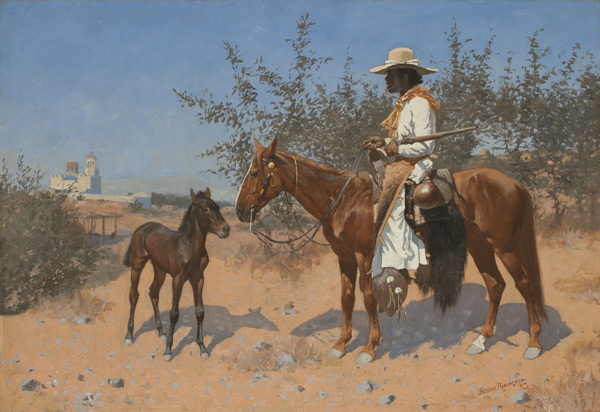
El centinela, 1889, Museo Sid Richardson
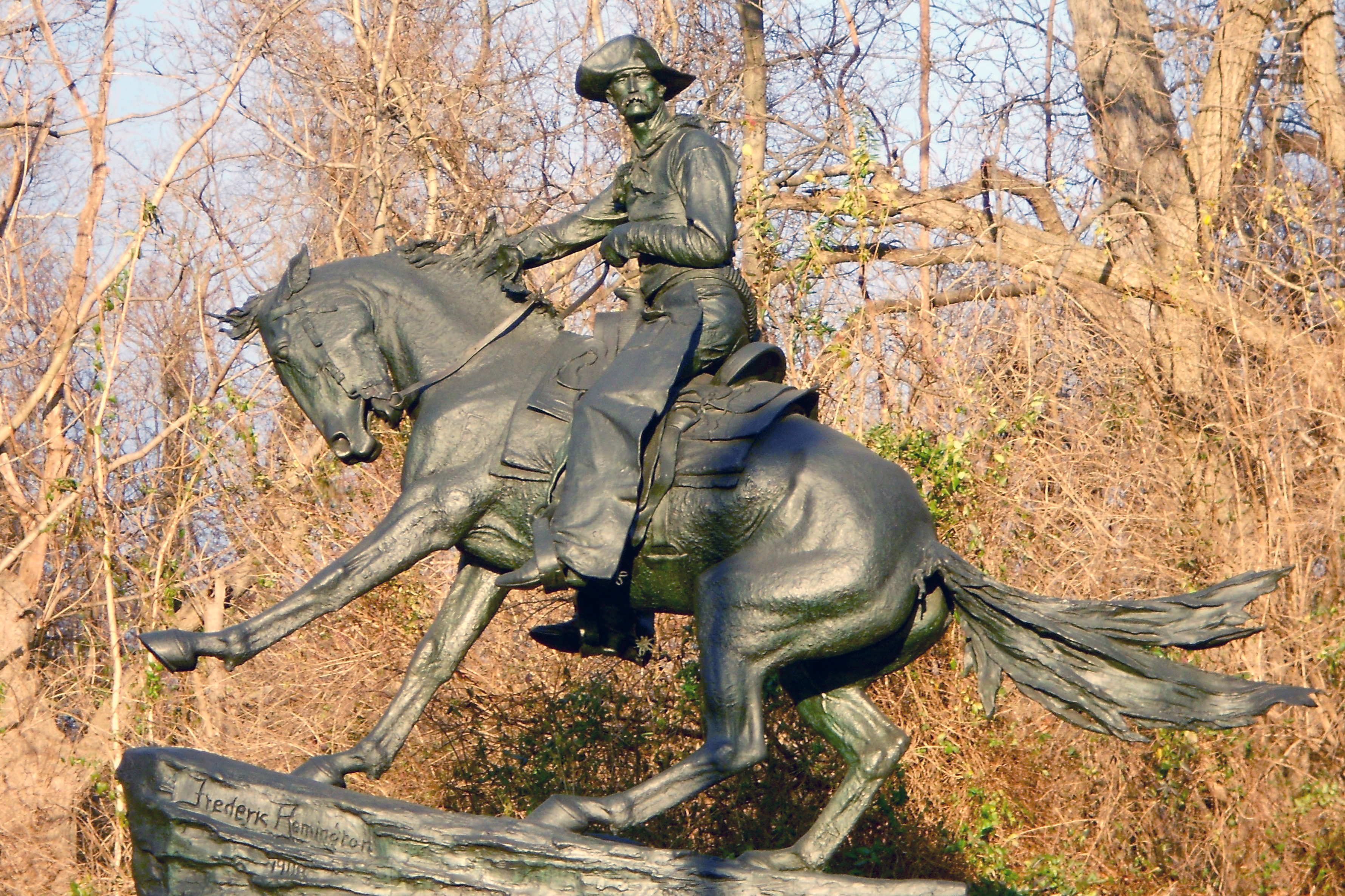
Cowboy, 1908, en el Parque Fairmount, Filadelfia, Pensilvania